# Euploea bandana
Euploea bandana är en fjärilsart som beskrevs av Hans Fruhstorfer 1904. Euploea bandana ingår i släktet Euploea och familjen praktfjärilar. Inga underarter finns listade i Catalogue of Life.